# Farkhar
Farkhar (persiska: فرخار) är en distriktshuvudort i Afghanistan. Den ligger i distriktet Farkhar och provinsen Takhar, i den nordöstra delen av landet. Farkhar ligger 1 153 meter över havet och antalet invånare är 10 480.